# Micsoda srác ez a lány!
A Micsoda srác ez a lány! (eredeti cím: She's the Man) 2006-ban bemutatott amerikai romantikus filmvígjáték, melyet Andy Fickman rendezett. A film cselekménye William Shakespeare Vízkereszt, vagy amit akartok című színjátékán alapul. Főszereplői Amanda Bynes, Channing Tatum, Laura Ramsey és Vinnie Jones. 
Az Amerikai Egyesült Államokban 2006. március 17-én mutatták be a mozikban.

## Cselekmény
A film Shakespeare: „Tizenkettedik éjszaka” című művének sajátos értelmezése. 
Viola Hastings jómódú családból származik, és - édesanyja rosszallása ellenére - szeret focizni a cornwalli iskolában. Amikor a lánycsapat feloszlik, megpróbál helyet kapni a fiúk csapatában, de elutasítják. A barátja, Justin, a cornwalli csapat kapusa is ellene szavaz.
Amikor megtudja, hogy ikertestvére, Sebastian két hétre Londonba utazik a zenekarával, Viola átveszi az ő szerepét. Fiúnak álcázza magát, hogy az Illyria magán középiskola előkészítő csapatában játszhasson. Először nem jut be az első tizenegybe. De aztán „Sebastian” lenyűgözi a leendő csapattársakat azzal, hogy több vonzó lánnyal milyen könnyedén „flörtöl”. A kémiaórán „Sebastian” összejön Oliviával, akire szobatársa, Duke Orsino is szemet vetett. „Sebastian” „lemond Oliviáról” és randevút szervez kettejük között, jutalmul extra futballedzéseket kap, aminek köszönhetően mégiscsak bekerül az első csapatba.
Viola azonban fokozatosan beleszeret Duke-ba, míg Olivia egyre jobban megkedveli „Sebastiant”. A helyzet tovább bonyolódik, amikor az igazi Sebastian visszatér Londonból, és Olivia megcsókolja őt. Féltékenység és veszekedés következik. Véletlenül a futballban tehetségtelen Sebastian a Cornwall elleni rangos mérkőzésen találja magát. 
Malcolm és Sebastian volt barátnője, Monique bepanaszolják az Illyria előkészítő igazgatójának, hogy „Sebastian” valójában lány, de Sebastian a pálya közepén tényszerűen bizonyítja, hogy tévednek. 
A második részben Viola titokban átveszi bátyja helyét. Egy vita után a pályán lányként mutatkozik be. Jó teljesítménye miatt elfogadják a csapattársai, és győzelemre vezeti őket.
Végül Sebastian és Olivia, valamint Viola és Duke megtalálják egymást. Viola fellép Duke-kal az elsőbálozók bálján.

## Szereplők
| Szereplő                                    | Eredeti hang          | Magyar hang         |
| ------------------------------------------- | --------------------- | ------------------- |
| Viola Hastings                              | Amanda Bynes          | Nemes Takách Kata   |
| Duke Orsino                                 | Channing Tatum        | Gacsal Ádám         |
| Olivia                                      | Laura Ramsey          | Haffner Anikó       |
| Dinklage edző                               | Vinnie Jones          | Barbinek Péter      |
| Gold igazgató                               | David Cross           | Szokol Péter        |
| Daphne                                      | Julie Hagerty         | Ősi Ildikó          |
| Justin                                      | Robert Hoffman        | Seszták Szabolcs    |
| Paul                                        | Jonathan Sadowski     | Hamvas Dániel       |
| Monique Valentine                           | Alex Breckenridge     | Roatis Andrea       |
| Kia                                         | Amanda Crew           | Zsigmond Tamara     |
| Yvonne                                      | Jessica Lucas         | Szabó Zselyke       |
| Toby                                        | Brandon Jay McLaren   | Papp Dániel         |
| Andrew                                      | Clifton MaCabe Murray | Előd Botond         |
| Malcolm                                     | James Snyder          | Molnár Levente      |
| Sebastian Hastings, Viola testvére          | James Kirk            | Bartucz Attila      |
| Eunice                                      | Emily Perkins         | Simonyi Piroska     |
| Pistonek edző                               | Robert Torti          | Barabás Kiss Zoltán |
| Cheryl                                      | Lynda Boyd            | Tallós Rita         |
| Roger                                       | John Pyper-Ferguson   | Tarján Péter        |
| Maria                                       | Katie Stuart          |                     |
| Potensky                                    | Colby Wilson          |                     |
| Donner                                      | Jeffrey Ballard       |                     |
| Idős hölgy a szépségszalonban               | Brenda McDonald       |                     |
| További magyar hangok                       |                       |                     |
| Baráth István, Haagen Imre, Papucsek Vilmos |                       |                     |

## Fordítás
- Ez a szócikk részben vagy egészben  a   She’s the Man – Voll mein Typ! című német Wikipédia-szócikk fordításán alapul.  Az eredeti cikk szerkesztőit annak laptörténete sorolja fel. Ez a jelzés csupán a megfogalmazás eredetét és a szerzői jogokat jelzi, nem szolgál a cikkben szereplő információk forrásmegjelöléseként.